# Zurga Usman
Zurga Usman Musa (* 18. Januar 1996) ist eine äthiopische Leichtathletin, die im Kugelstoßen sowie im Diskuswurf an den Start geht.

## Sportliche Laufbahn
Erste internationale Erfahrungen sammelte Zurga Usman 2018 bei den Afrikameisterschaften in Asaba, bei denen sie mit 13,28 m den siebten Platz im Kugelstoßen belegte. Im Jahr darauf nahm sie erstmals an den Afrikaspielen in Rabat teil und wurde dort mit 13,21 m Sechste. 2024 belegte sie bei den Afrikaspielen in Accra mit 13,92 m den siebten Platz.
In den Jahren 2018 und 2019 sowie 2021 und 2022 wurde Usman äthiopische Meisterin im Kugelstoßen.

## Persönliche Bestleistungen
- Kugelstoßen: 13,92 m, 22. März 2024 in Accra
- Diskuswurf: 41,01 m, 9. April 2021 in Addis Abeba